# 鹿野川道路
鹿野川道路（かのがわどうろ）は、愛媛県西予市野村町予子林から喜多郡肱川町宇和川間10.7㎞の線形が悪く狭隘（幅員4.5m）であり、地滑り地域のためたびたび崩壊等により交通遮断が生じていた道路を権限代行により建設省（現：国土交通省）が線形改良、幅員確保により走行性の向上を図り地域の発展に寄与することを目的として改築した道路である。

## 概要
- 起点：西予市野村町予子林[1]
- 終点：大洲市肱川町宇和川[1]
- 延長：6.7km[1]
- 規格：第3種第3級[2]
- 車線数：完成2車線[2]
- 道路幅員：10m[2]
- 車線幅員：3.0m[2]
- 設計速度：50km/h

## 沿革
本路線のうちトンネルが4カ所（L=4.4㎞）、橋梁が9橋（L=0.7㎞）と全体の8割が構造物で占められている。
- 1984年（昭和59年） 事業化[1]
- 1985年（昭和60年）用地着手、工事着手[1]
- 1993年（平成5年）8月大谷ー宇和川地区供用
- 1999年（平成11年）6月26日完成供用 [1]

## 通過市町村
- 西予市
- 大洲市（旧肱川町）

## 当該道路の位置関係
- （高知方面） - 国道197号
- （大洲方面） - 国道197号

## 主な構造物

### 主なトンネル
- 大地トンネル L=1337m
- 栗ノ木トンネルL=1552m

### 主な橋梁
- 新大谷橋 L=178m
- 新宇和川大橋 L=115m

## 周辺
- 清流の里ひじかわ
- 風の博物館